# Shanghai International Port Group
Shanghai International Port (Group) Co., Ltd. (SIPG, en chino, 上海国际港务（集团）股份有限公司; pinyin, Shànghǎi Guójì Gǎngwù (Jítuán) Gǔfèn Yǒuxiàn Gōngsī) es la empresa china que opera en exclusiva las terminales públicas del Puerto de Shanghái. Es una empresa SSE 50 y tiene su sede en Shanghái.